# Małgorzata Markowska
Małgorzata Markowska – polska ekonomistka, dr hab. nauk ekonomicznych, profesor nadzwyczajny Katedry Gospodarki Regionalnej Wydziału Ekonomii, Zarządzania i Turystyki Uniwersytetu Ekonomicznego we Wrocławiu.

## Życiorys
21 maja 1999 obroniła pracę doktorską pt. Struktura gospodarcza regionów a ich ekonomiczna efektywność, pisaną pod kierunkiem Danuty Strahl, otrzymując doktorat, a 25 października 2013 habilitowała się na podstawie oceny dorobku naukowego i pracy. Została zatrudniona na stanowisku adiunkta w Wałbrzyskiej Wyższej Szkole Zarządzania i Przedsiębiorczości i w Katedrze Gospodarki Regionalnej na Wydziale Gospodarki Regionalnej i Turystyki Uniwersytetu Ekonomicznego we Wrocławiu.
Pełni funkcję profesora nadzwyczajnego Katedry Gospodarki Regionalnej Wydziału Ekonomii, Zarządzania i Turystyki Uniwersytetu Ekonomicznego we Wrocławiu.

## Wybrane publikacje
- Wykorzystanie miary Braya-Curtisa do oceny miejsca Polski w UE pod względem innowacyjności gospodarki[1]
- Propozycja pomiaru innowacyjności regionalnej typu Input – Output[1]
- Konkurencyjność regionu w poglądach regionalistów[1]
- 2006: Innowacyjność a poziom rozwoju regionów (analiza dla regionów Polski)[1]
- 2006: Tendencje w pomiarze regionalnej innowacyjności -podejście amerykańskie[1]
- 2011: Klasyfikacja regionów UE ze względu na dynamikę charakterystyk innowacyjności (w zakresie INPUT)[1]
- 2015: Dynamiczna klasyfikacja regionów UE ze względu na strukturę rynku pracy – pozycja regionów polskich[1]
- 2015: Klasyfikacja dynamiczna regionów Unii Europejskiej szczebla NUTS 2 z uwagi na wrażliwość na kryzys ekonomiczny (obszar: zmiany w gospodarce)[1]